# Dương Quỳ
Dương Quỳ là một xã thuộc huyện Văn Bàn, tỉnh Lào Cai, Việt Nam.
Xã Dương Quỳ cách trung tâm huyện Văn Bàn 15 km nằm về phía tây bắc.
Xã Dương Quỳ có diện tích 97,11 km², dân số năm 2021 là 6.095 người, mật độ dân số đạt 63 người/km².